# Jeff Pierce
Jeff Pierce (San Diego , 25 augustus 1958) is een voormalig Amerikaans wielrenner.

## Belangrijkste overwinningen
1985
Eindklassement Ronde van Berlijn
1987
25e etappe Ronde van Frankrijk

## Resultaten in voornaamste wedstrijden
| Jaar | Ronde van Italië | Ronde van Frankrijk | Ronde van Spanje |
| ---- | ---------------- | ------------------- | ---------------- |
| 1986 |                  | 80e                 |                  |
| 1987 |                  | 88e (1)             |                  |
| 1988 | 46e              | buiten tijd         |                  |
| 1989 | 59e              | 86e                 |                  |
| 1990 | 113e             |                     |                  |

| Jaar | Milaan-San Remo | Luik-Bast.‑Luik |  | WK op de weg |
| ---- | --------------- | --------------- |  | ------------ |
| 1986 |                 |                 |  | 34e          |
| 1987 | 141e            |                 |  | 20e          |
| 1988 |                 |                 |  |              |
| 1989 |                 | 106e            |  |              |
| 1990 |                 |                 |  |              |